# Pastor-alemão
Pastor-alemão (em alemão:  Deutscher Schäferhund) ou lobo-da-alsácia  [a][b] é uma raça canina proveniente da Alemanha. Em sua origem era utilizado como cão de pastoreio de rebanhos. Atualmente é mais utilizado como cão de guarda e cão policial (K9).

## Histórico

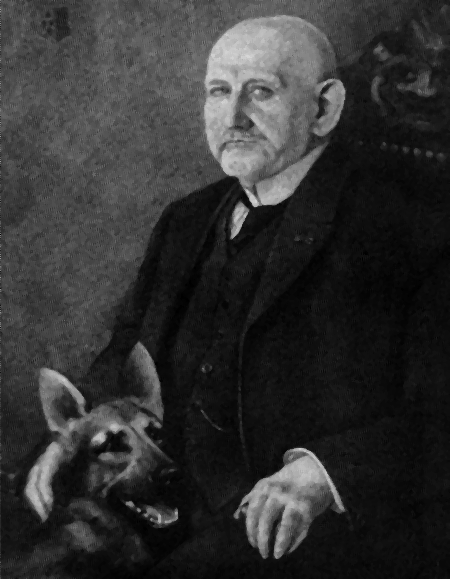
Max von Stephanitz - idealizador da raça pastor-alemão

Na Alemanha durante o século XIX existiam três variedades de cães de pastoreio na região da Suábia, Turíngia e Württemberg, respectivamente. Segundo relatos, estes cães seriam híbridos de lobos com cães trazidos a estas regiões. Especula-se ainda um possível parentesco com a raça Pastor-da-boêmia, que é bastante antiga, mas não há fatos que comprovem esta relação.
Ao final do século XIX teve início, ainda que sutil, um movimento pela padronização dos cães alemães com a fundação da Phylax Society em 1891, que reuniu também as variedades de cães pastores com este mesmo fim. Porém a associação não teve sucesso, sendo dissolvida apenas três anos depois devido à discordância entre os criadores, já que alguns acreditavam que os cães deveriam ser selecionados pela funcionalidade, e outros acreditavam que deveria ser pela morfologia.
Um ex-membro da Phylax Society, o ex-capitão da cavalaria alemã chamado Max von Stephanitz, também ex-estudante da Escola de Veterinária de Berlim, adquiriu um cão pastor da Turíngia chamado Hektor Linksrhein, que lhe cativou pelas ótimas habilidades para trabalho. Stephanitz mudou o nome de Hektor para Horand von Grafrath, e fundou em 1899 o clube do pastor-alemão (Verein für Deutsche Schäferhunde), que existe até os dias de hoje. Horand von Grafrath foi o primeiro cão pastor-alemão registrado e serviu como reprodutor principal e modelo para os cães pastores-alemães. No início do século XX a raça começou sendo utilizada como cão policial e foi criado um teste conhecido como Schutzhund, para avaliar a qualidade dos cães para o serviço.
Propagandeados como mensageiros, batedores e carregadores, os pastores-alemães serviram ao exército alemão na Primeira Guerra Mundial, chamando a atenção dos exércitos inimigos, que levaram alguns exemplares consigo ao fim da guerra. Popularizados nos Estados Unidos e Reino Unido, tornaram-se celebridades da TV e do cinema, figurando em produções cinematográficas como Rin-Tin-Tin, ganhando também fama mundial como cão policial.
No Brasil, a raça chegou por volta da década de 1920 pelas mãos de imigrantes alemães.

## Características

### Tamanho
O pastor-alemão é um cão de porte grande. De acordo com o padrão da raça os machos possuem entre 60 e 65 cm na altura da cernelha e pesam entre 30 e 40 kg, enquanto as fêmeas possuem entre 55 e 60 cm na altura da cernelha e pesam entre 22 e 32 kg.

### Cor
Sua pelagem — de sub-pelo denso e acinzentado — em questão de cor varia em: pelagem bicolor marrom (avermelhado ou amarelado) com capa preta; pelagem bicolor Melanistico (quase inteiramente preto com patas e outras marcas castanhas; pelagem unicolor totalmente preta; e pelagem Sable (agouti) em suas infinitas tonalidades desde o "cinza negro, ou prateado, passando pelo cinza dourado e o avermelhado, sendo as marcações podendo ser uniformes, em mantos ou encarvoados. Sempre deve possuir máscara preta e nariz preto.

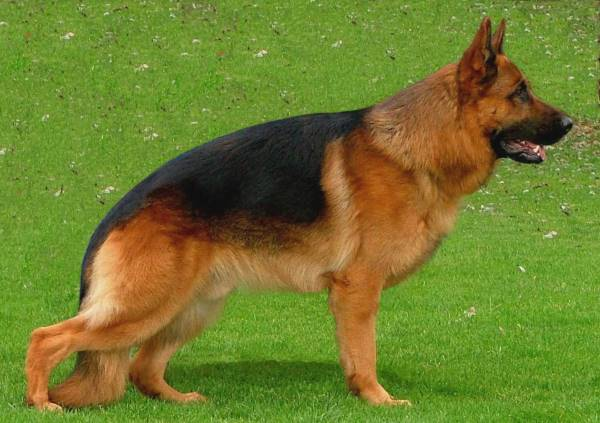
Bicolor. Marcação apelidada "capa-preta". Marrom ou avermelhado com manto preto.
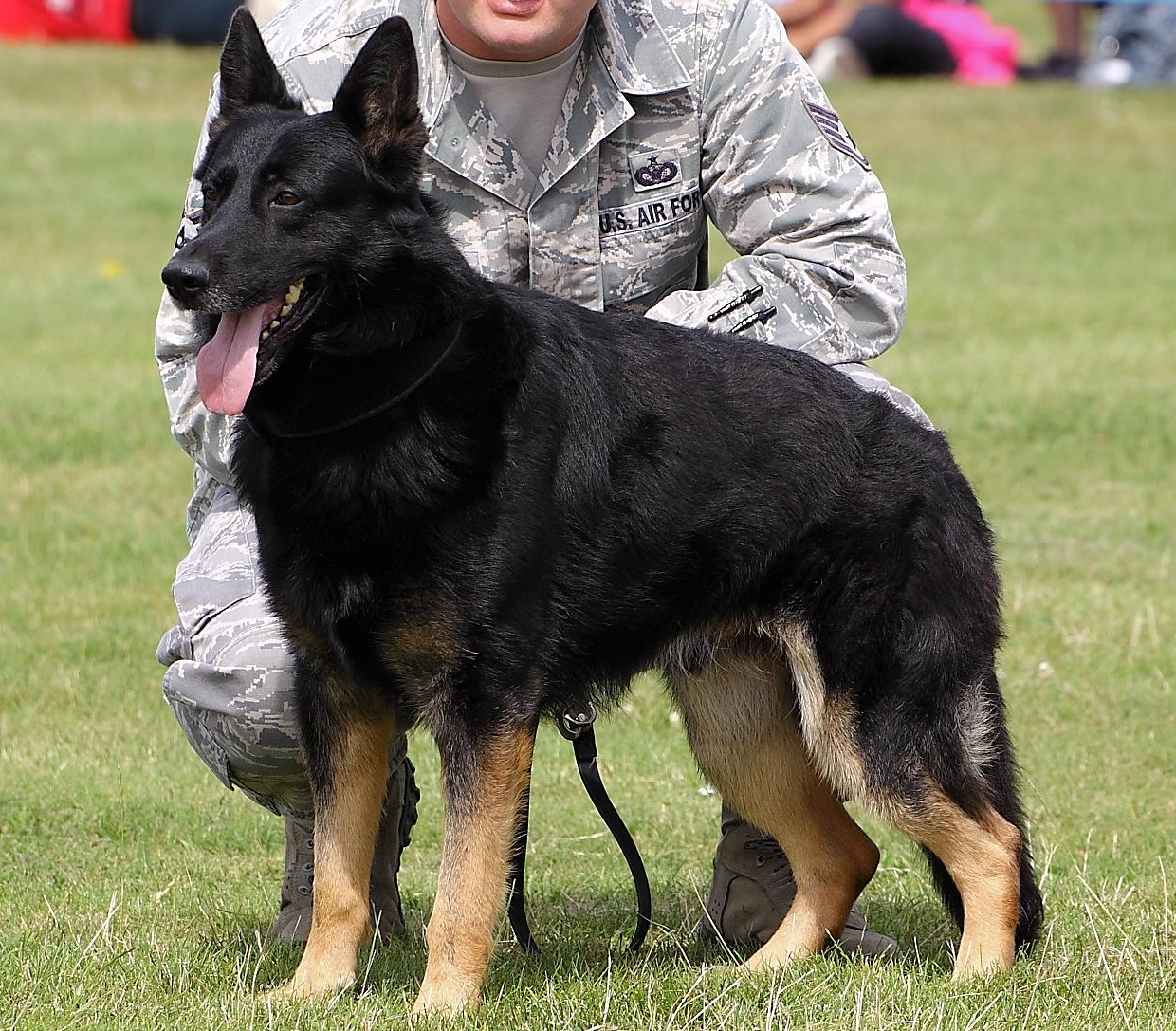
Bicolor. Melanístico. Predominantemente preto com marcas castanhas ou marrons.
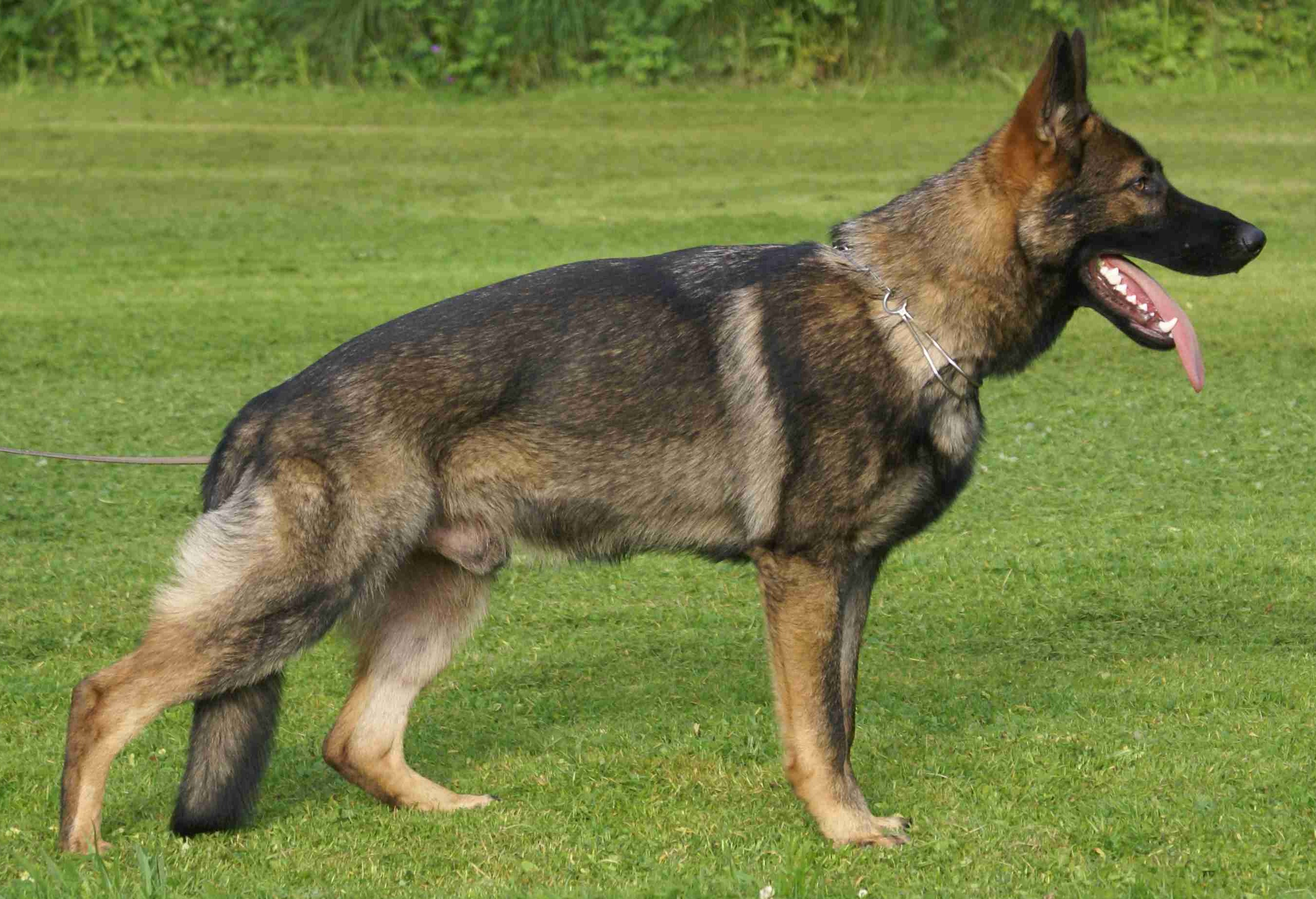
Tradicional. Conhecido como "cinza"; "sable"; ou encarvoado. (geneticamente dominante)
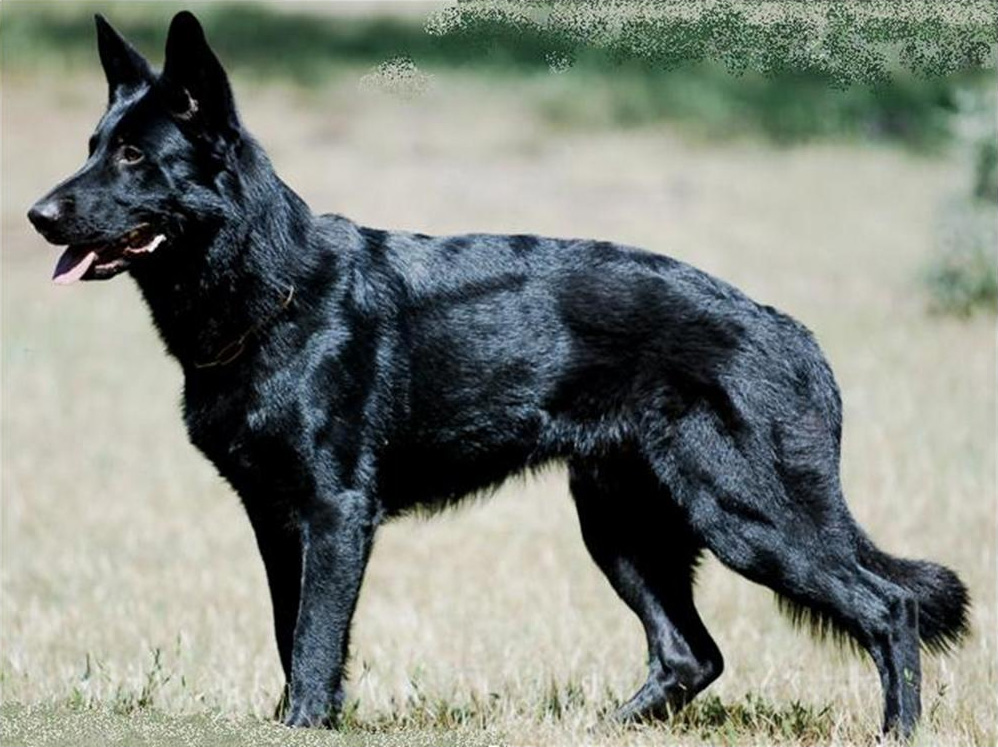
Unicolor. Sólido. Inteiramente preto, (recessivo).

A pelagem na cor branca não é admitida no padrão oficial da raça, sendo considerada falta eliminatória. Alguns entusiastas suíços reuniram raros exemplares brancos e a partir deles desenvolveram uma nova raça que em 2002 foi reconhecida pela FCI como uma raça separada sob o nome de pastor-branco-suíço. À exemplo dos suíços, criadores americanos e canadenses também reuniram raros exemplares brancos e desenvolveram o Pastor-canadense, uma raça separada que possui reconhecimento apenas na América do norte.

### Pelagem

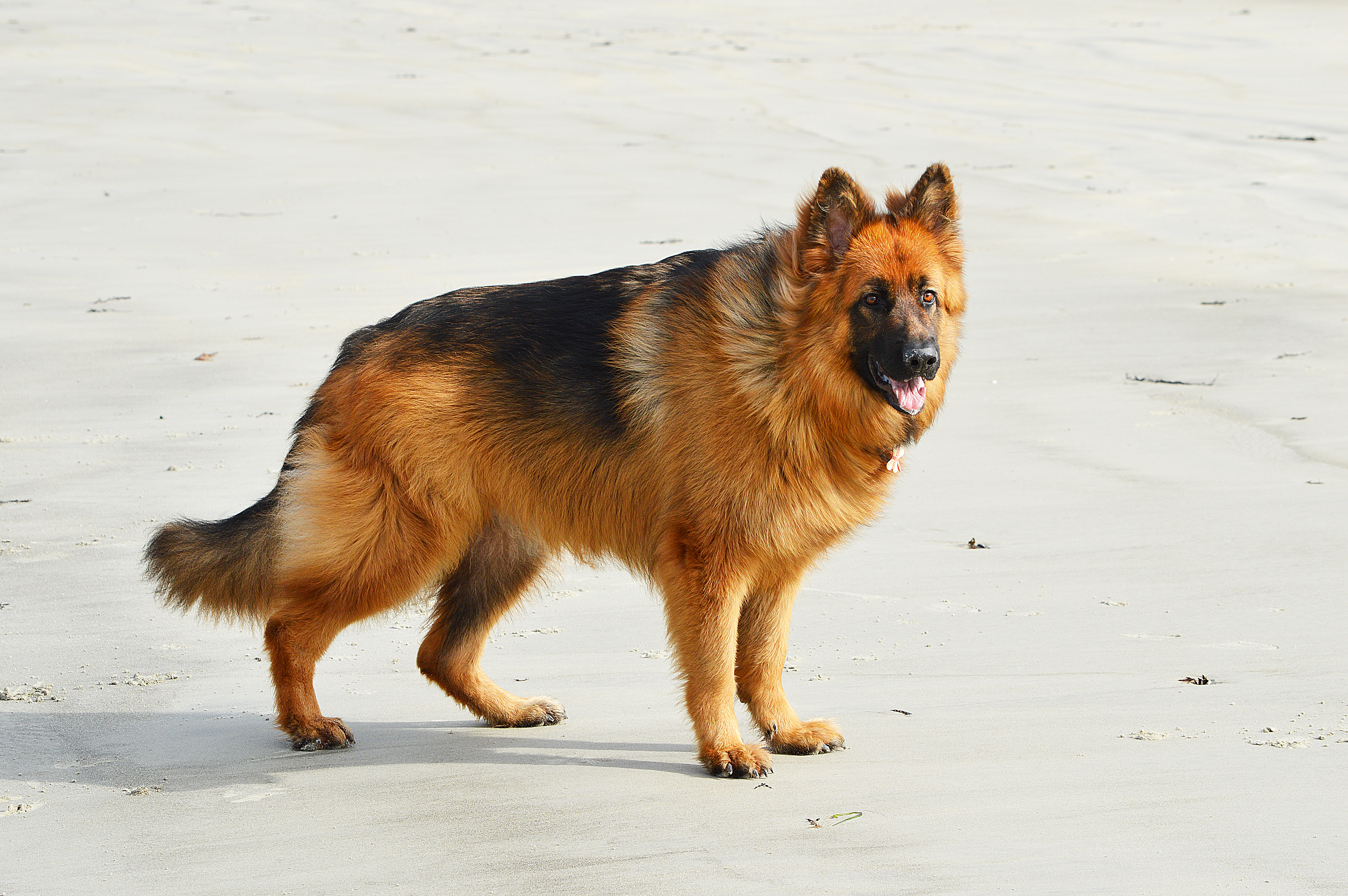
Pastor-alemão de pelo comprido

O padrão atualizado permite dois tipos de pelagem. Segundo o padrão recente traduzido pela CBKC, o pastor-alemão é criado nas variedades de pelo com camada dupla (ou seja: variedade de pelo curto) e de pelo externo longo e duro (variedade de pelo comprido), ambas possuindo pelo e subpêlo. A variedade com pelo comprido foi aceita apenas em 2010, e existem esforços para que seja reconhecida como raça separada. A variedade de pelo comprido é conhecida também, por entusiastas e criadores específicos e de maneira não oficial como Altdeutscher Schäferhund.

### Temperamento
O pastor-alemão é considerado um cão fiel, atento, seguro, autoconfiante, equilibrado, inteligente e altamente destemido. Considerado fácil de adestrar, tem boa convivência com crianças da família e outros cães, desde que socializado. É reservado com estranhos e é bastante alerta, não recua mediante ao perigo mesmo sob forte agressão inclusive de armas de fogo ou explosivos, qualidades que lhe favorecem a função de guarda, da qual não raramente é citada por muitos como o mais eficiente.

## Linhagem tradicional ou "de trabalho"

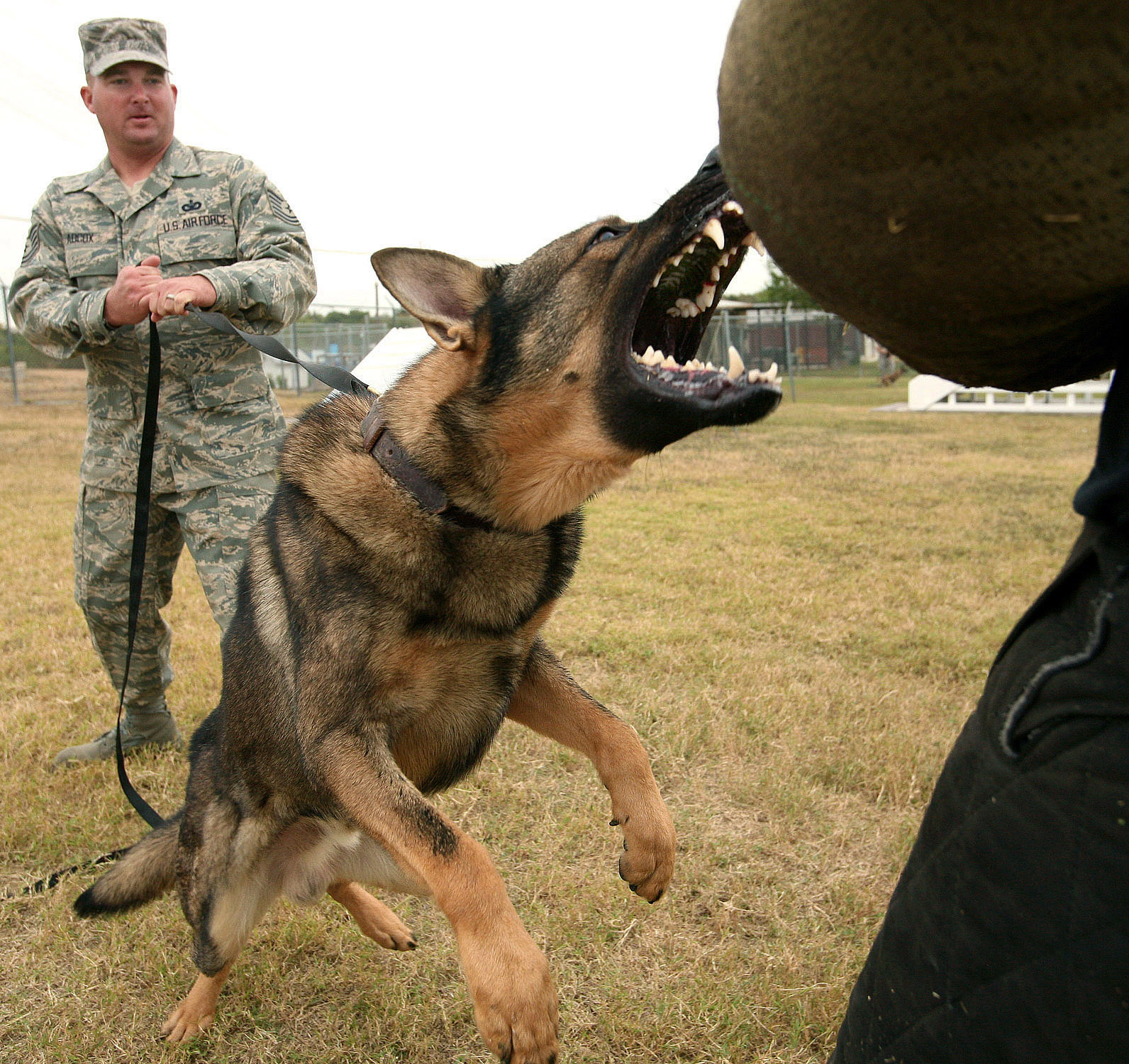
Pastor-alemão tradicional do exército.

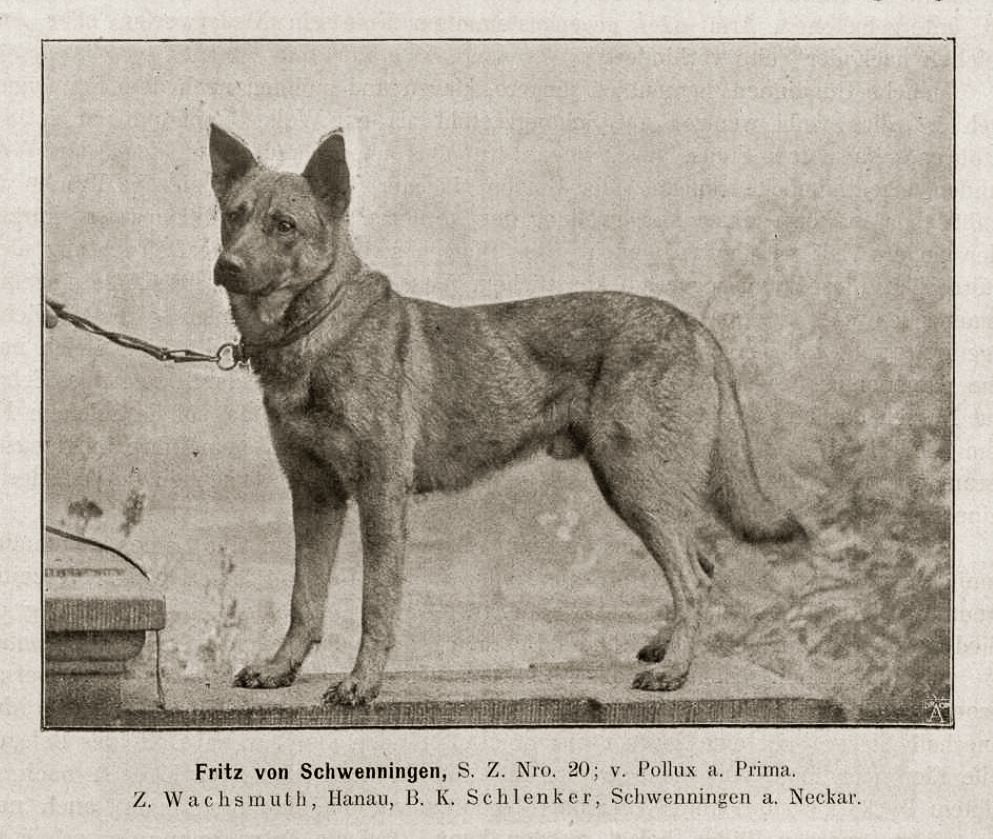
Cão pastor-alemão de nome Fritz von Schwenningen, nascido em 1895.

Com o fim da Segunda Guerra Mundial, a Alemanha foi dividida em Alemanha ocidental capitalista e Alemanha oriental socialista. Esta divisão acabou criando duas linhagens distintas, dois "subtipos" da raça: a seleção ocidental começou a priorizar a aparência dos cães para exposição (ainda que poucos criadores mantiveram a criação focada na capacidade de trabalho) e a seleção oriental que inteiramente se manteve preocupada com os princípios originais em ter cães excelentes de trabalho e com bons nervos. Apesar de diferentes, o padrão oficial da raça pela FCI e o respectivo clube oficial da raça não consideram que existam diferenças entre as linhagens, mesmo que a linhagem oriental ou a ocidental tradicional tenha o lombo e garupa normais e alguns considerem que hoje são duas raças distintas. Atualmente a linhagem ocidental chamada de "linha de estrutura" ou "linha de exposição" da raça tem sofrido duras críticas por conta da seleção focada em aparência em detrimento do temperamento e da funcionalidade incluindo cães ganhadores de shows de exposição. Por conta disto, esta linhagem tem gerado animais com a garupa muito baixa causado problemas físicos e de locomoção e temperamento fraco e pouco confiável gerando cães assustadiços ou agindo covardemente sob pressão, ambos sendo problemas cada vez mais comuns nos pastores de exposição. Os cães de linhagem tradicional, tanto ocidental como principalmente a oriental, que são apelidados de pastor-alemão de trabalho ou funcional, têm sido cada vez mais procurados por raramente apresentarem estes problemas.
O pastor-alemão de linhagem tradicional ou "de trabalho" possui uma conformação funcional e mais semelhante aos primeiros cães registrados da raça com lombo e garupa normais, e além do bom temperamento para função e saúde, possuí também como característica colorações de pelagem incomuns nos cães de exposição, sendo encontrados mais comumente nas cores cinza (dominante), bicolores melanísticos e totalmente preto; além também de terem grande rusticidade e morfologia diferenciada direcionada para o desempenho de funções.

## Aptidão

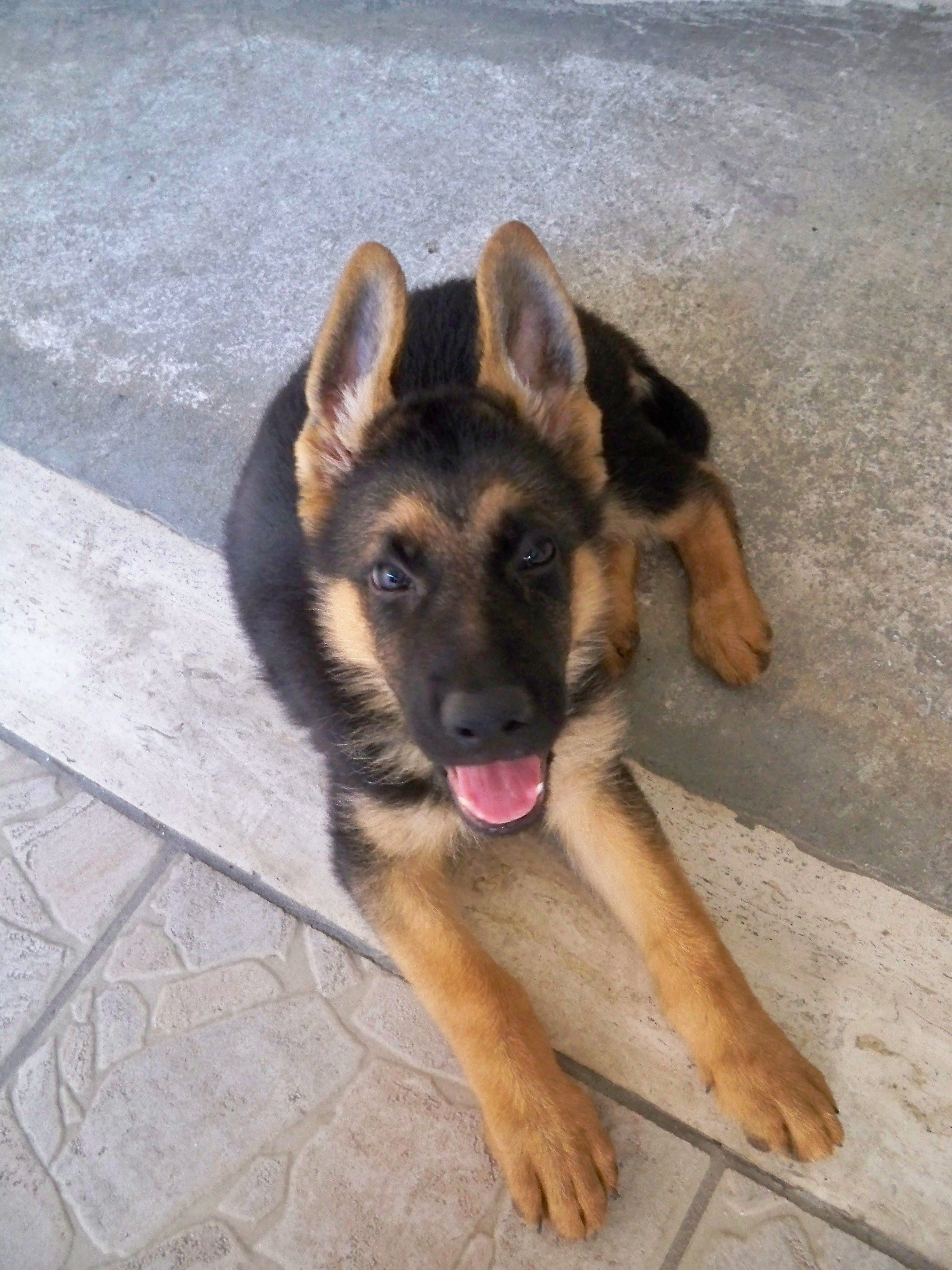
Filhote de pastor-alemão com as orelhas já eretas

O pastor-alemão é reconhecido como o cão policial e militar mais bem sucedido do mundo, sendo utilizado tradicionalmente nesta função ao decorrer de mais de um século, devido a sua grande inteligência e versatilidade. Embora, hoje esteja disputando espaço com o Pastor-belga malinois.
As linhagens de pastor-alemão mais utilizadas no serviço policial e militar no mundo hoje são as linhagens de trabalho.
O pastor-alemão é ainda bem sucedido como cão de guarda, cão de pastoreio, e em provas de obediência como Schutzhund (IPO) e Ring francês, localização e agilidade, faro, guarda residencial e pessoal, já que seu adestramento não representa dificuldade para donos experientes.

## Saúde
A principal afecção a acometer a raça pastor-alemão é a displasia coxofemoral, constantemente combatida através de regras impostas por clubes de criadores associados, à exemplo da Sociedade Brasileira de Cães Pastores Alemães (SBCPA) que possui regulamentos acerca de acasalamentos e controle preventivo de reprodutores, nos quais apenas cães a partir de 24 meses de idade com laudos radiográficos realizados por profissionais credenciados, provando a ausência de displasia coxofemoral e de cotovelo, recebem permissão para acasalamento em determinada categoria de acordo com as demais características do animal, avaliadas por um perito.
Torção gástrica e mielopatia degenerativa também são outras duas afecções relatadas com mais frequência nos cães desta raça.

## Galeria de fotos

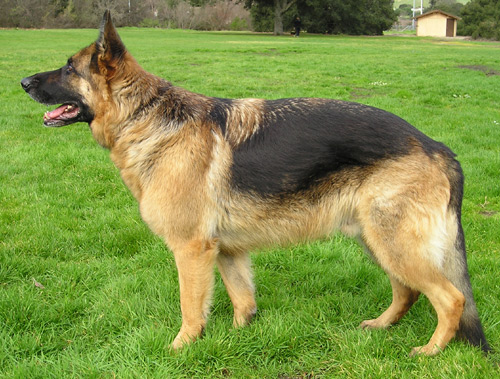
Pastor-alemão
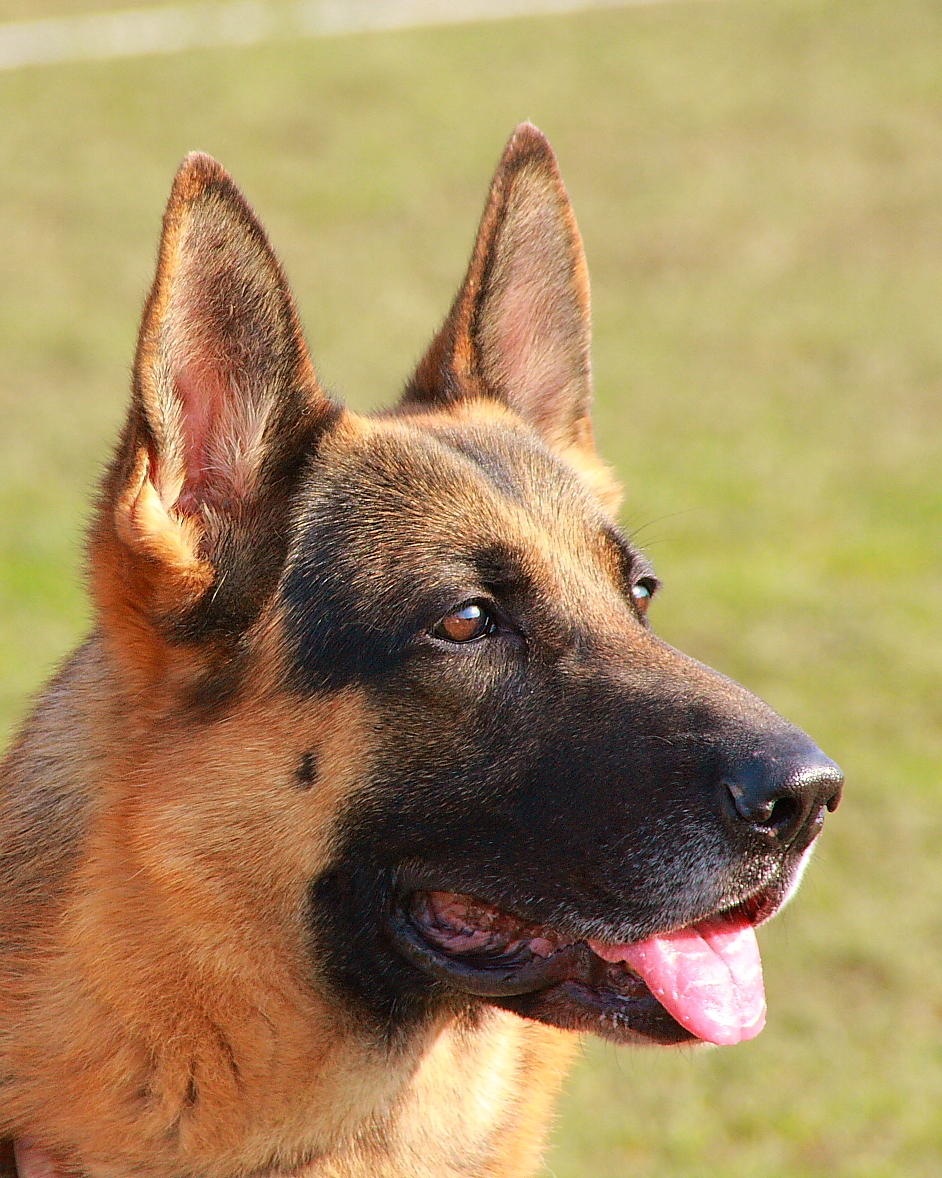
Pastor-alemão
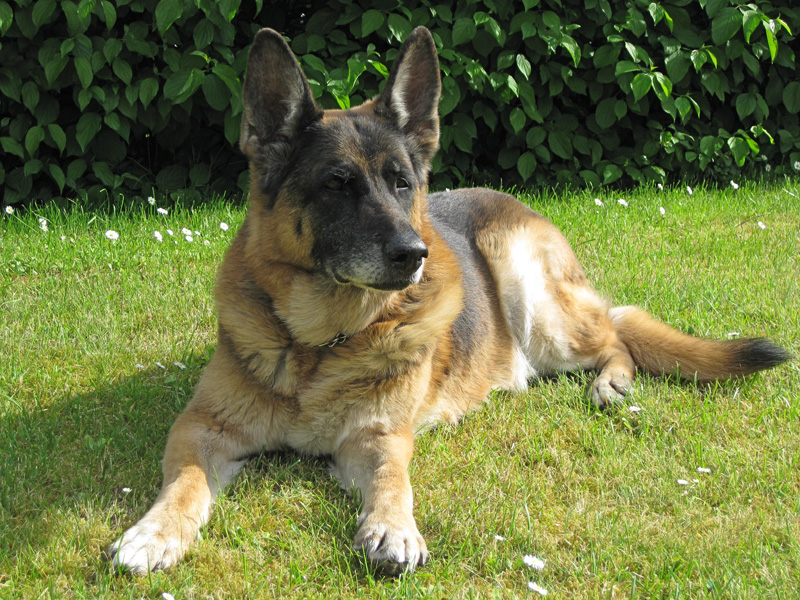
Pastor-alemão (idade: doze anos)
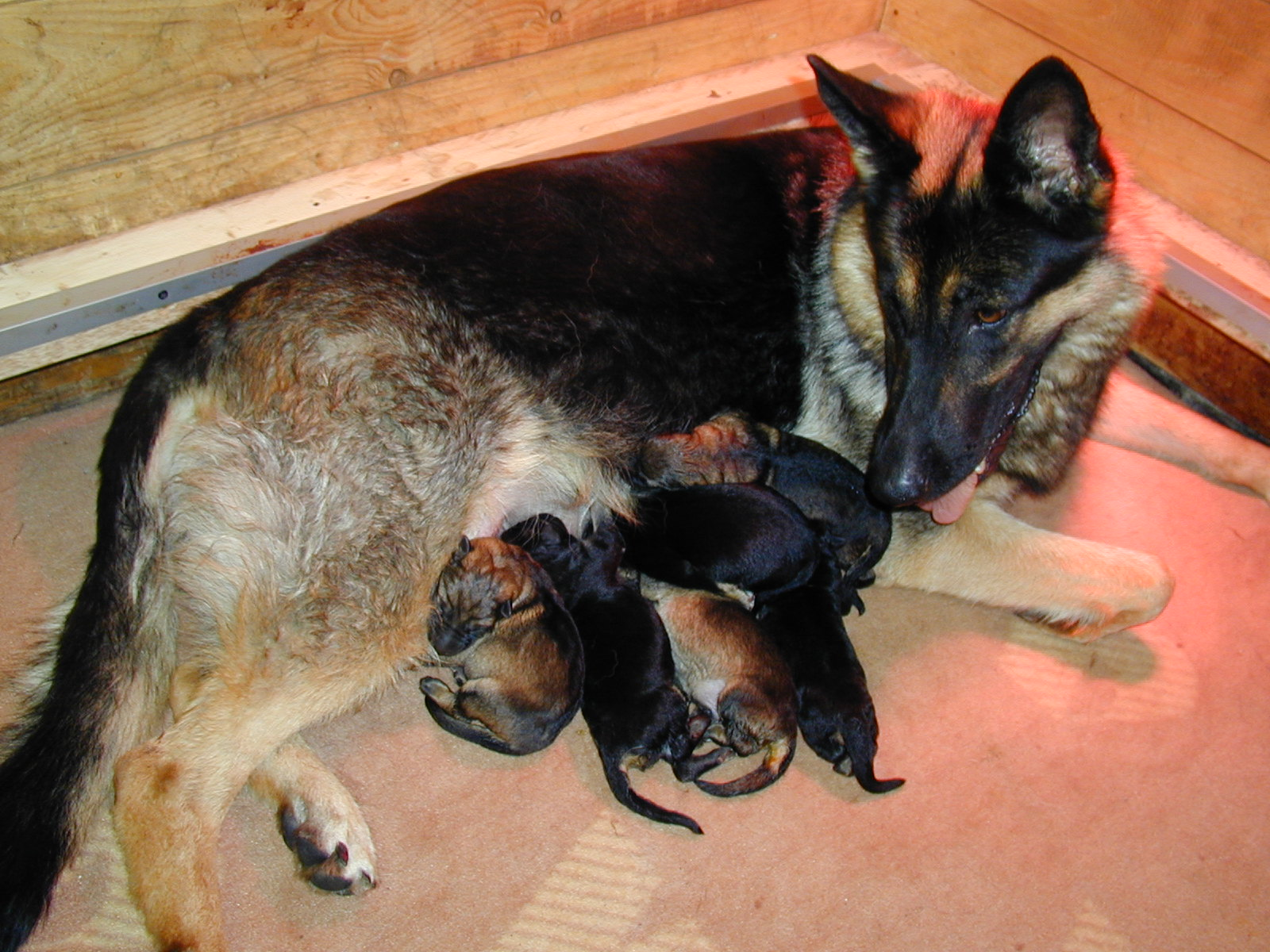
Pastor-alemão com seus filhotes de dois dias
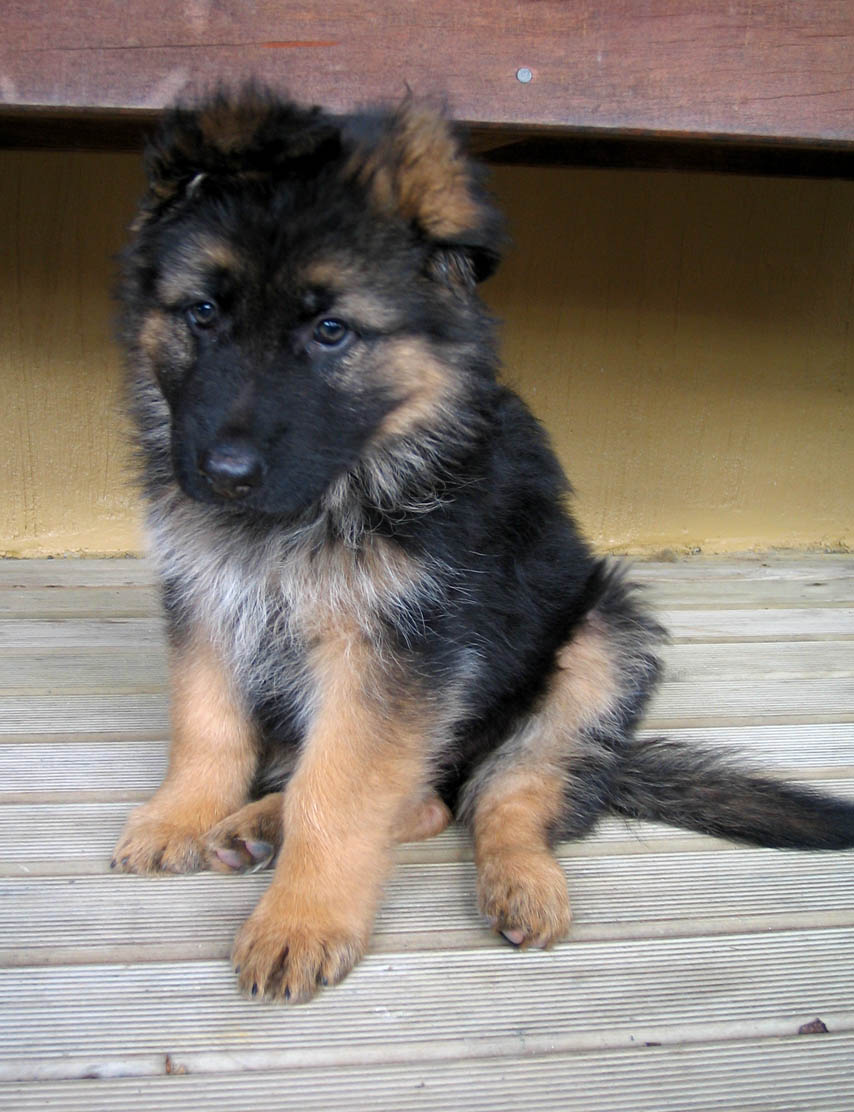
Um pastor-alemão muito jovem
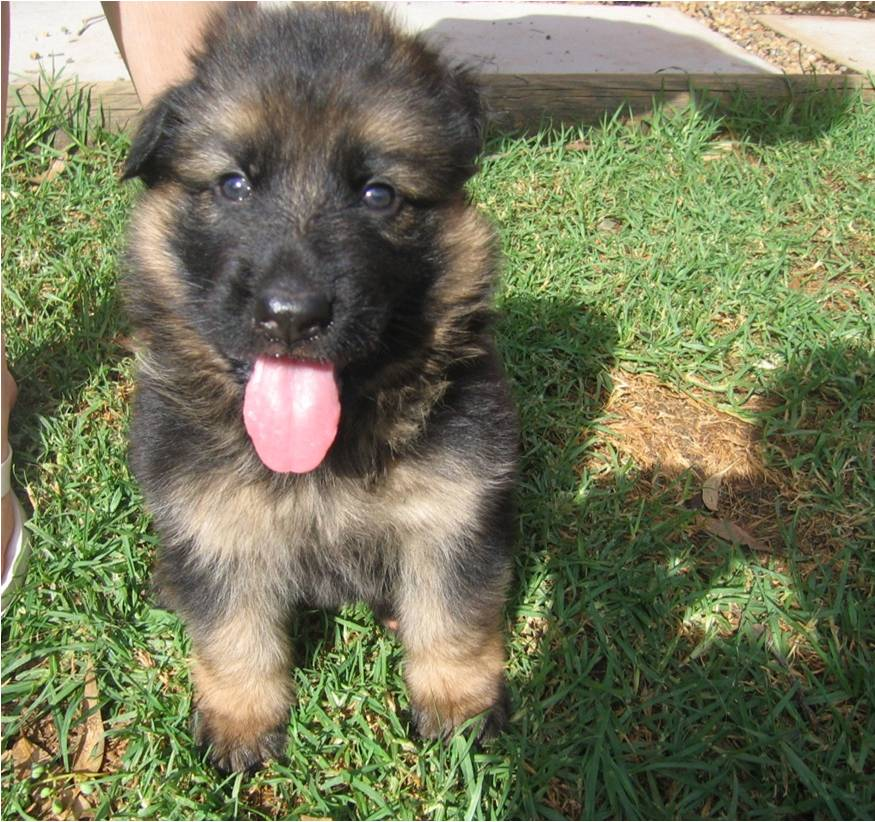
Um pastor-alemão muito jovem
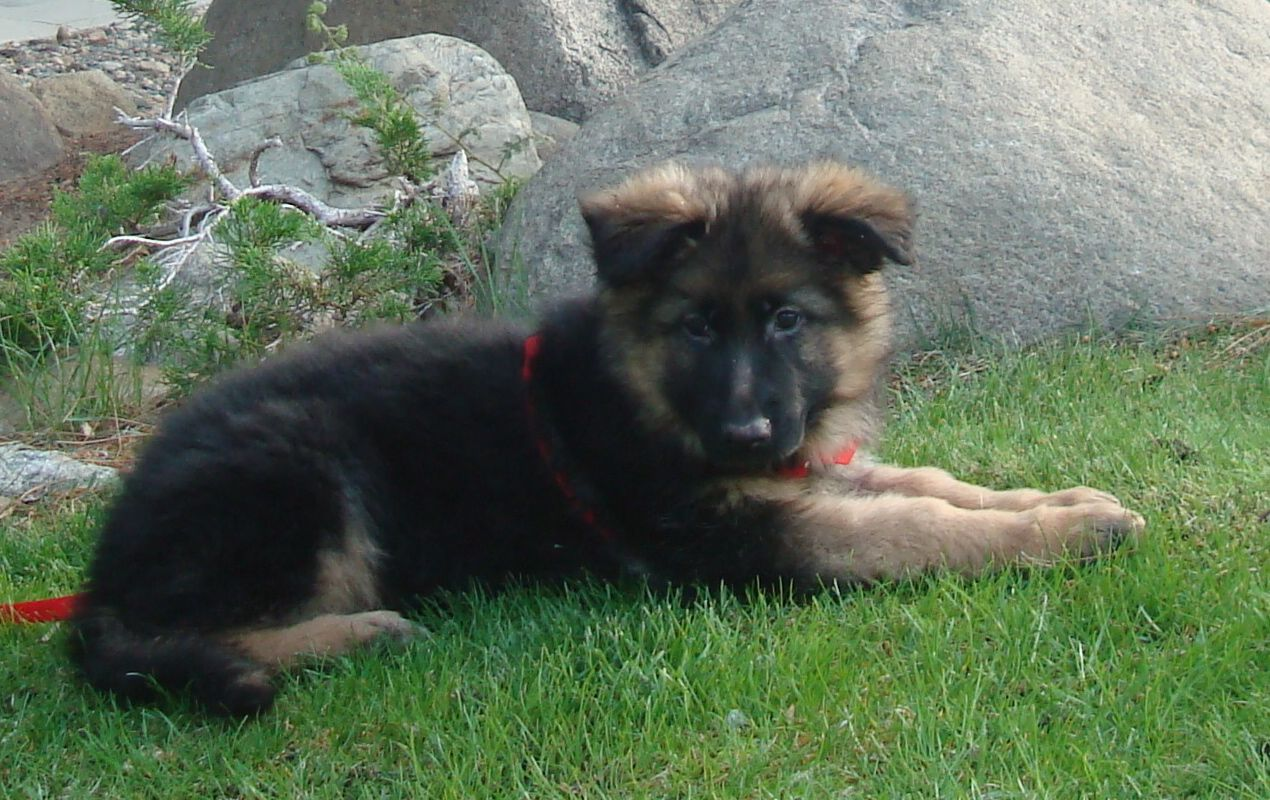
Um pastor-alemão de nove semanas
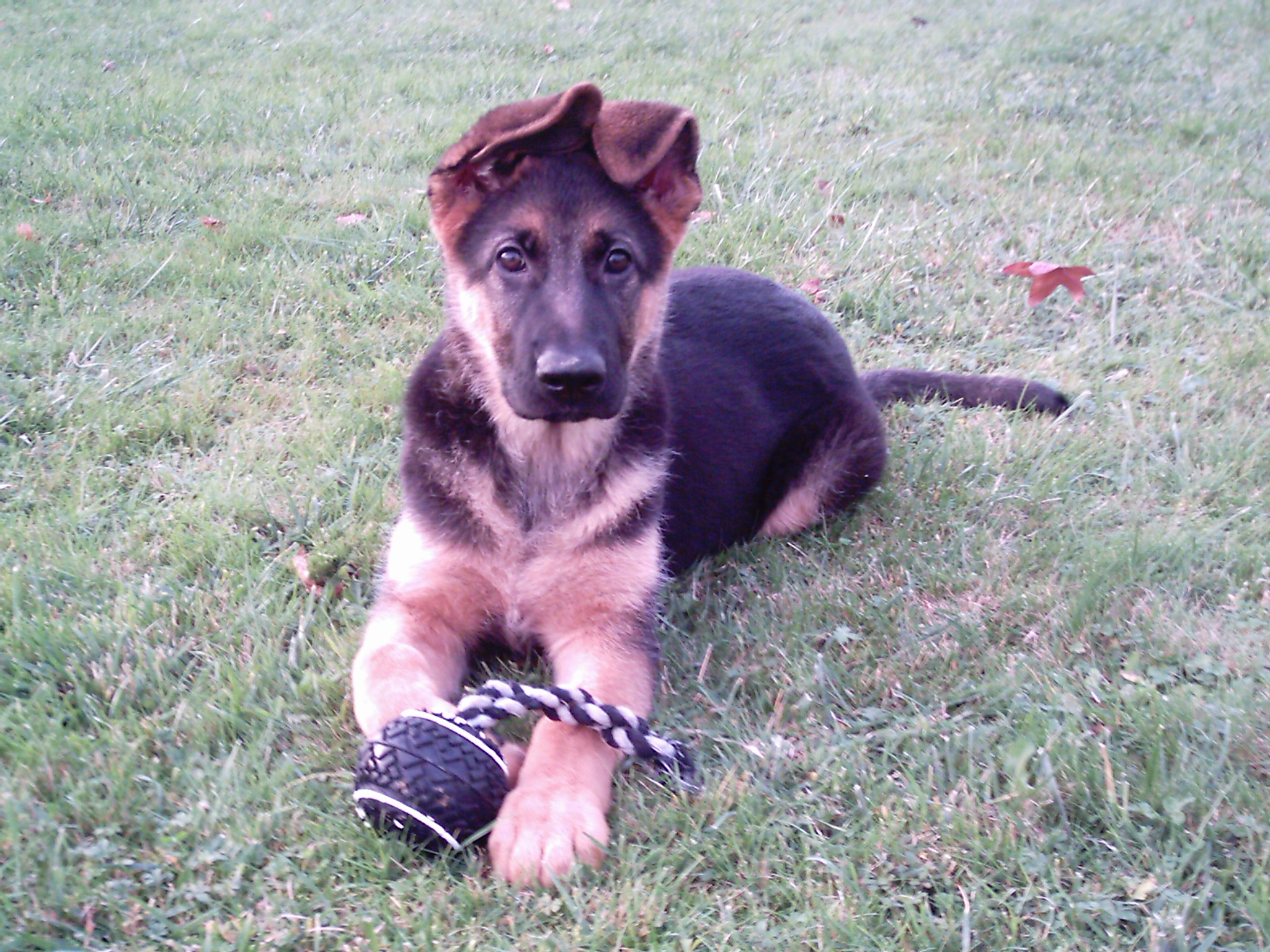
Um pastor-alemão de 3 meses
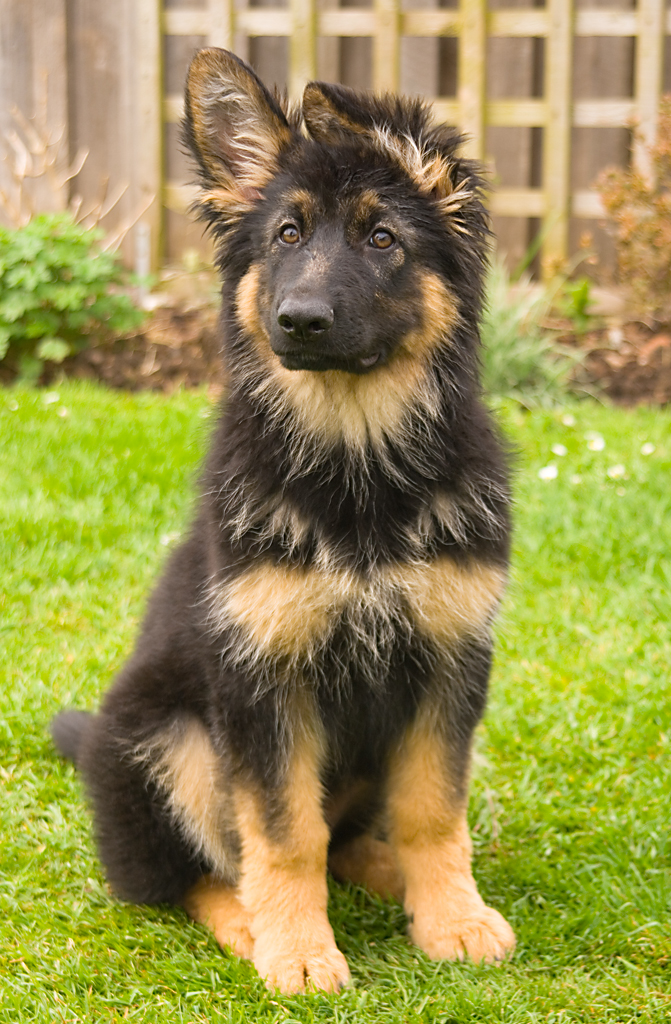
Um pastor-alemão de quatorze semanas
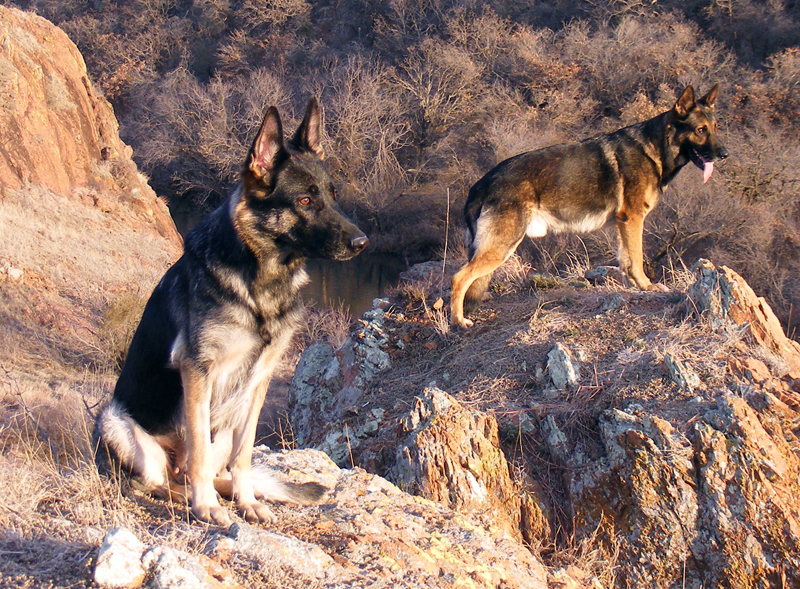
Dois pastores-alemães
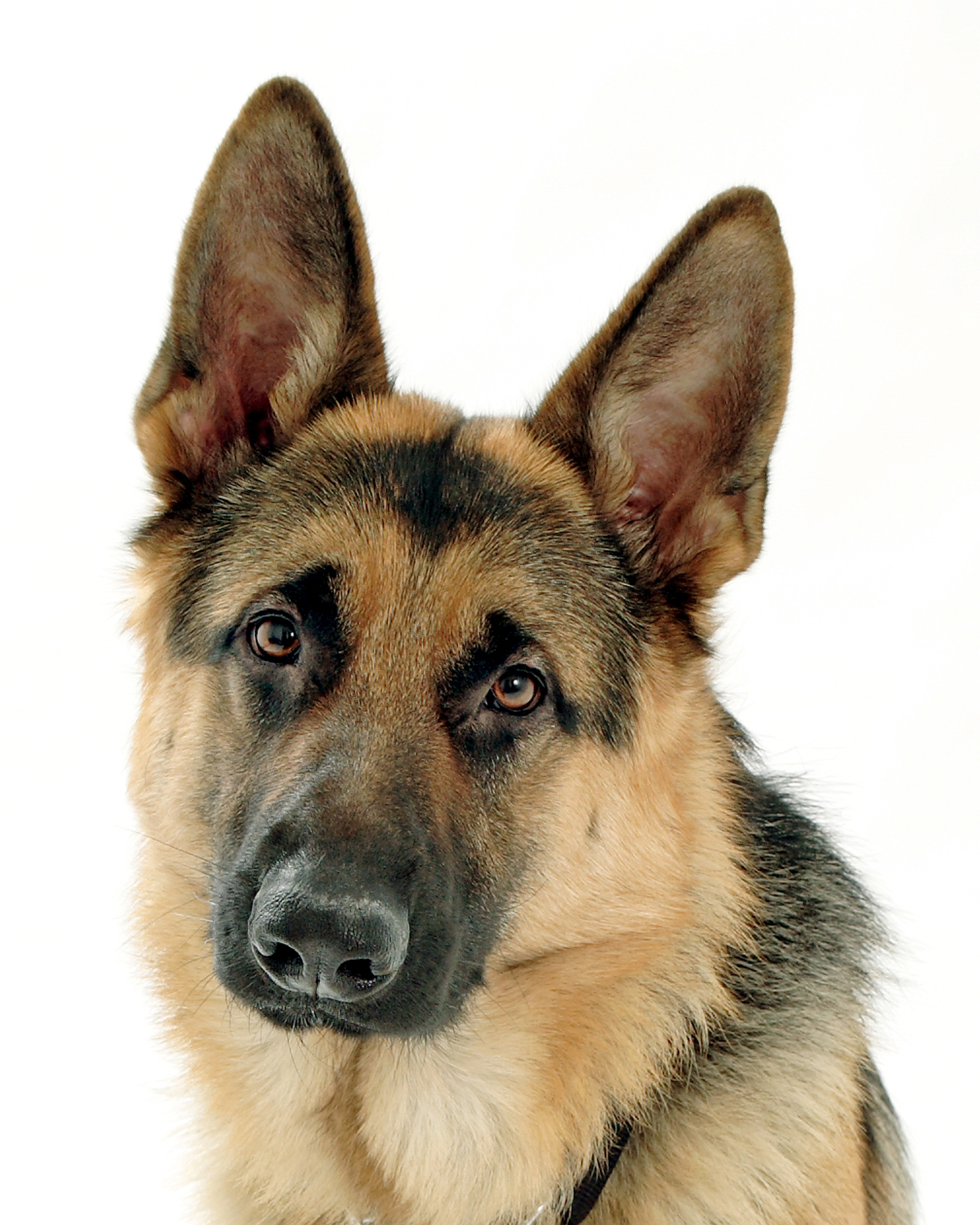
Pastor-alemão